# Cá tráo
Cá tráo hoặc cá say (tên khoa học Alepes kleinii) là một loài cá biển nhiệt đới trong họ Carangidae.